# 麥克弗森鎮區 (堪薩斯州麥克弗森縣)
麥克弗森鎮區（英語：McPherson Township）為美國堪薩斯州麥克弗森縣轄下的鎮區。2010年美国人口普查中此鎮區人口有536人。

## 地理
麥克弗森鎮區涵蓋總面積為74.9平方（28.92平方英里），其中陸地面積為74.7平方（28.86平方英里），水域面積為0.16平方（0.06平方英里）或0.21%。

## 人口統計
根據2010年美國人口普查，麥克弗森鎮區人口有536人，其中男性有265人，女性有271人，人口密度為每平方公里7.16人，住房計213戶。鎮區內的白人有517人，非裔美國人有0人，美洲原住民有6人，亞裔美國人有5人，太平洋島裔美國人有0人，其他種族有6人，混血種族則有2人。此外鎮區內有7人為西班牙裔或拉丁裔美國人。此鎮區之年齡中位數為48.4歲，而男性年齡中位數為48.9歲，女性年齡中位數為47.9歲。

## 交通

### 主要公路
- 135號州際公路
- 56號美國國道